# Bacino del Sichuan

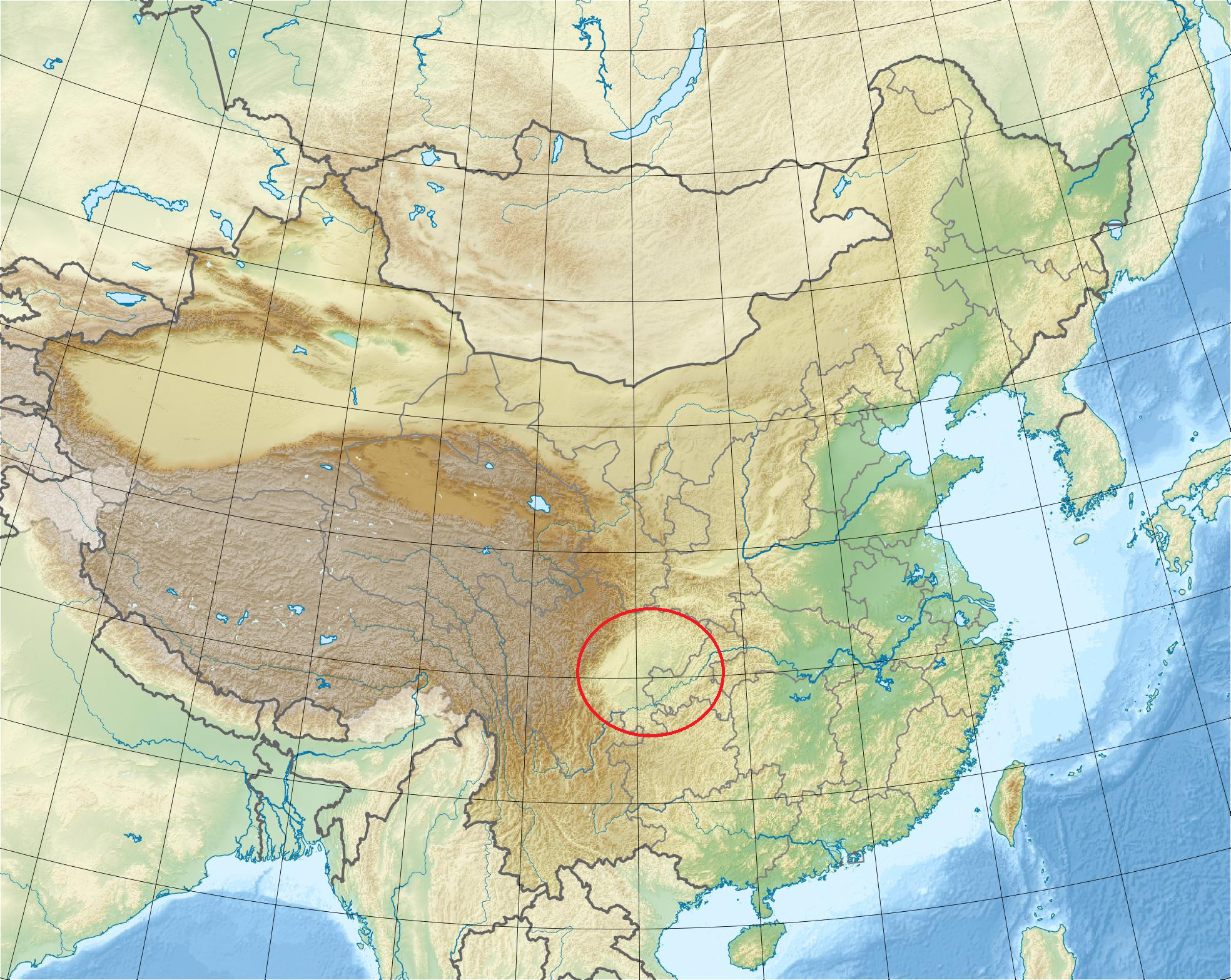
Posizione del Bacino del Sichuan

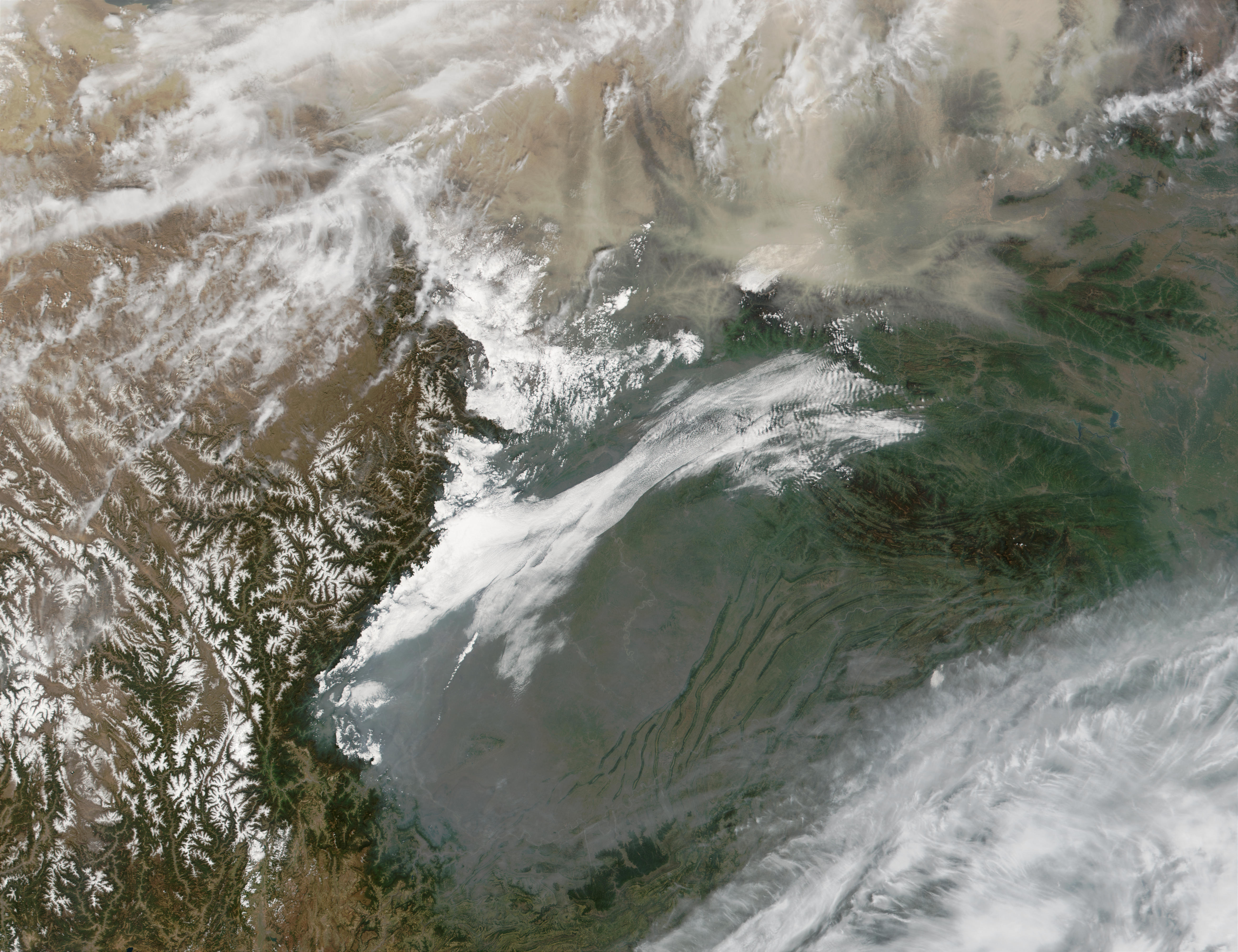
Il bacino del Sichuan è visibile al di sotto di una nuvola di smog grigia, in basso al centro dell'immagine satellitare.

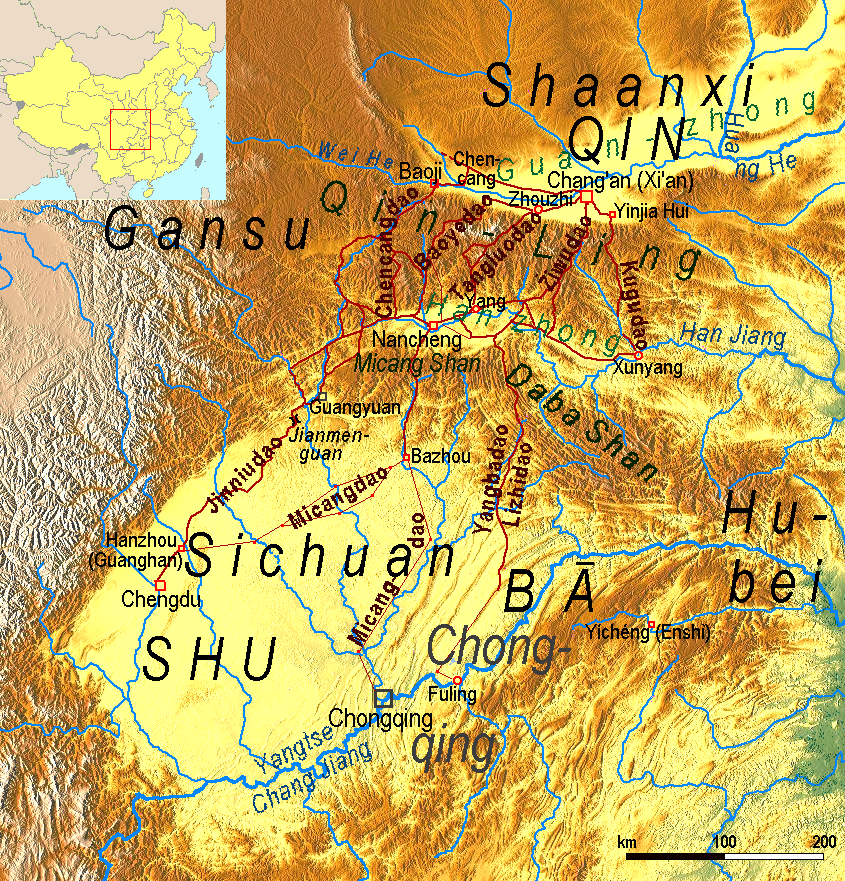
Topografia del bacino

Il bacino del Sichuan (cinese: 四川盆地; pinyin: Sichuan Pendi; romanizzazione Wade-Giles: Ssu-ch'uan P'en-ti), noto anche come bacino del Szechwan, è un bacino che comprende la maggior parte della metà orientale della provincia del Sichuan e la porzione occidentale della municipalità di Chongqing (Cina sud-occidentale). È delimitato dalle alture dell'altopiano del Tibet a ovest, dall'altopiano Yunnan-Guizhou a sud, dai monti Wu a est e dai monti Daba a nord; tutte queste montagne proteggono il bacino dalle temperature estreme.
Il bacino ricopre una superficie di 229.500 km² di arenarie color rosso-mattone, profondamente incise nella parte meridionale dallo Yangtze (Chang Jiang) e in quella centrale da tre dei suoi affluenti. Il suo pavimento giace a poco meno di 240 m di altitudine, mentre i suoi margini esterni raggiungono i 600 m circa.
Il bacino, densamente popolato, ha un clima mite che consente un'agricoltura diversificata, specialmente sui fianchi terrazzati delle colline. Il bacino è uno dei maggiori produttori di riso della Cina; tra gli altri prodotti tipici della regione ricordiamo olio di legno, canna da zucchero, arance, mandarini ed erbe medicinali. Le industrie sfruttano i ricchi giacimenti di carbone, petrolio, gas naturale, sale, manganese, zolfo e minerali di ferro del bacino. Principali centri abitati della zona sono le città di Chengdu e, più a est, Chongqing.